# Radim Ottmar
Radim Ottmar (* 8. prosince 1983, Hradec Králové) je český fotbalový brankář, od července 2004 působící v A-týmu FC Hradec Králové. Ze začátku své kariéry nastupoval v poli, poté se přesunul do brány. Je ženatý, má dva syny.

## Klubová kariéra
Svoji fotbalovou kariéru začal v Sokolu Třebeš, což je menší klub v Hradci Králové. V půběhu mládeže zamířil do klubu FC Hradec Králové.

### FC Hradec Králové
Před sezonou 2004/05 se propracoval do prvního týmu. V mužstvu působil převážně jako třetí brankář či chytal za rezervu nebo farmu. Hostoval také v jiných klubech. Konkrétně působil v celkách SK Týniště nad Orlicí (jaro a podzim 2007, sezona 2008/09), FK Baník Sokolov (jaro 2008), 1. FK Nová Paka (2009-2011, podzimní část ročníku 2013/14), TJ Sokol Živanice (jaro 2014).

#### Sezona 2015/16
V létě 2015 se po odchodech brankářů Tomáše Koubka a Martina Kuciaka stal jedničkou týmu. S mužstvem postoupil zpět do 1. ligy, když jeho klub ve 28. kole hraném 17. 5. 2016 porazil FK Baník Sokolov 2:0 a 1. SC Znojmo, které bylo v tabulce na třetí pozici, prohrálo s FC Sellier & Bellot Vlašim. V ročníku 2015/16 odchytal 26 ligových zápasů, v 17 z nich udržel čisté konto. Stal se v tomto ohledu nejlepším ze všech druholigových brankářů.

#### Sezona 2016/17
31. července 2016 si připsal v dresu Hradce Králové premiérový start v nejvyšší soutěži. Stalo se tak v ligovém utkání prvního kola na stadionu v Ďolíčku proti tamním Bohemians Praha 1905, v zápase svůj tým několikrát skvělými zákroky podržel, vychytal čisté konto, a jeho mužstvo vyhrálo 3:0. Svou druhou nulu v sezoně si připsal 20. srpna 2016 v utkání proti FC Vysočina Jihlava (výhra 1:0), Hradec mnoha skvělými zákroky zejména v druhé půli podržel a měl velký podíl na výhře svého mužstva. Svoje třetí čisté konto si připsal 10. 9. 2016 v ligovém utkání 6. kola proti 1. FK Příbram (výhra 2:0). Další nulu si připsal až ve 13. kole hraném 5. 11. 2016, kdy "Votroci" zvítězili na půdě FK Teplice 1:0.